# シックス (ミュージカル)
『シックス』（SIX 全て大文字） は、イギリスのトビー・マーロウとルーシー・モスの脚本作詞作曲によるコメディ・ミュージカル。ヘンリー8世の6人の妻の半生を現代のポップ・コンサートに置き換えたミュージカルで、王妃たちはヘンリーに最も苦しめられた人物をリード・シンガーに立てるべく、それぞれが自身の半生を歌で語る。
2017年、エディンバラ・フェスティバル・フリンジにてケンブリッジ大学の学生により初演された。その後、ウェスト・エンド、ブロードウェイ、海外のプロのプロダクションに上演されている。

## あらすじ
ポップ・コンサートにて6人の王妃が自己紹介し、共通の夫であるヘンリー8世に最も酷い仕打ちを受けた者がバンドのリード・シンガーになることを報告する("Ex-Wives")。キャサリン・オブ・アラゴンは夫のヘンリーがアン・ブーリンを気に入り、婚姻の取消しを望んでキャサリンを修道院に入れようとしたことで怒りをあらわにする("No Way")。次にアンはヘンリーがキャサリンより自分を選んだことをからかうが、ヘンリーは不貞をはたらき、アンがヘンリーを嫉妬させようと他の男性といちゃついたところ、斬首される("Don't Lose Ur Head")。ジェーン・シーモアが自分の番と歩み出ると、ヘンリーとの関係の希薄さを揶揄される。しかしヘンリーの愛は男児を授かることにより成立するとして、ジェーンはヘンリーに数多くの欠点があろうとも寄り添い続け、ヘンリーが本当に愛していたのは自分だけだったかもしれないと語る("Heart of Stone")。
ハンス・ホルバインのスタジオにおいて女性の美が研究されており、王妃たちはヘンリーの花嫁候補3人を出会い系アプリで探す("Haus of Holbein")。アン・オブ・クレーヴズが選ばれるが、肖像画と顔が違うとしてすぐに断られ婚姻の取消しとなる。アンは誰にも指図されずに莫大な財産と共に美しいリッチモンド宮殿で暮らしており、その生活に不平を言っているように見せかけて実際は自慢している("Get Down")。王妃たちはこれに疑問を呈し、アンは自身の豪華な生活には本当の悲劇にかけていると認める。王妃たちはキャサリン・ハワードを「ほとんど関係ない方のキャサリン」と軽視するが、仕返しにキャサリン・ハワードは他の王妃たちが勝てない理由を挙げていく。そして子供の頃から多くの求婚者がいた自身の恋愛遍歴を回顧し、最初こそ懐かしく思い出していたが、すぐにそれぞれの関係において受けた性的虐待や心的外傷を明かす("All You Wanna Do")。
王妃たちは勝者を決めるための戦いを続けていたが、キャサリン・パーは個々でなくヘンリーとの関係性により定義されるこの戦いの真意について疑問を呈する。それでも王妃たちは議論を続ける。苛立ったキャサリン・パーは恋人であったトマス・シーモアと別れヘンリーと見合い結婚したことを思い返すが嘆き悲しむのではなく、ヘンリーと関係のないところで自身の功績に自信を持つ("I Don't Need Your Love")。他の王妃たちも個性を奪われていたことに気付き、争いをやめ、ヘンリーの愛などなくとも個々の人間として認められると感じると語る。舞台上の残り時間を使用し、ソロではなくグループとして共に歌うストーリーに書き換え、ヘンリーとは無関係の自身のハッピー・エンディングを描く("Six")。王妃たちはこれまでの楽曲を使用したマッシュアップを演奏する("Megasix"("Haus of Holbein"を除く))。

## 使用楽曲
- "Ex-Wives" – カンパニー
- "Ex-Wives (Reprise)" – カンパニー †
- "No Way" – キャサリン・オブ・アラゴン、カンパニーy
- "The One You've Been Waiting For" – カンパニー(アン・ブーリンを除く) †
- "Don't Lose Ur Head" – アン・ブーリン、カンパニー
- "Heart of Stone" – ジェーン・シーモア、カンパニー
- "Haus of Holbein" – カンパニー
- "Haus of Holbein (Playoff)" – カンパニー †
- "Get Down" – アン・オブ・クレーヴズ、カンパニー
- "All You Wanna Do" – キャサリン・ハワード、カンパニー
- "I Don't Need Your Love" – キャサリン・パー、カンパニー
- "I Don't Need Your Love (Remix)" – キャサリン・パー、カンパニー ††
- "Six" – カンパニー
- "The Megasix (Encore)" – カンパニー †

† スタジオ・キャスト・レコーディングには含まれない。

†† スタジオ・キャスト・レコーディングに「"I Don't Need Your Love"」の一部として含まれる。

### キャスト・レコーディング
2018年8月31日、オフ・ウェスト・エンドのオリジナル・キャストによるスタジオ・アルバムがCDおよび6 Music、Loudmouth Music、Ex-Wives Ltd.からのデジタル配信でリリースされた。UKサウンドトラック・チャートで第4位、UKコンピレーション・チャートで第10位、UKアルバム・ダウンロード・チャートで第65位、アメリカの「ビルボード」誌のキャスト・アルバム・チャートで第2位となった。2021年11月、UKにおいてゴールドディスクに認定され、2022年、「"Don't Lose Ur Head"」がシルバーディスクに認定された。2019年7月30日、カラオケバージョンがリリースされた。2022年3月11日、スタジオ・キャスト・レコーディングのレコード盤がリリースされた。
2022年5月6日、オリジナル・ブロードウェイ・プロダクションの開幕日収録のライヴアルバムがリリースされた。UKサウンドトラック・チャートで初登場第6位、UKアルバム・ダウンロード・チャートで第23位、UKアルバム・セールス・チャートで第72位、USキャスト・アルバム・チャートで第1位となった。

## 進展

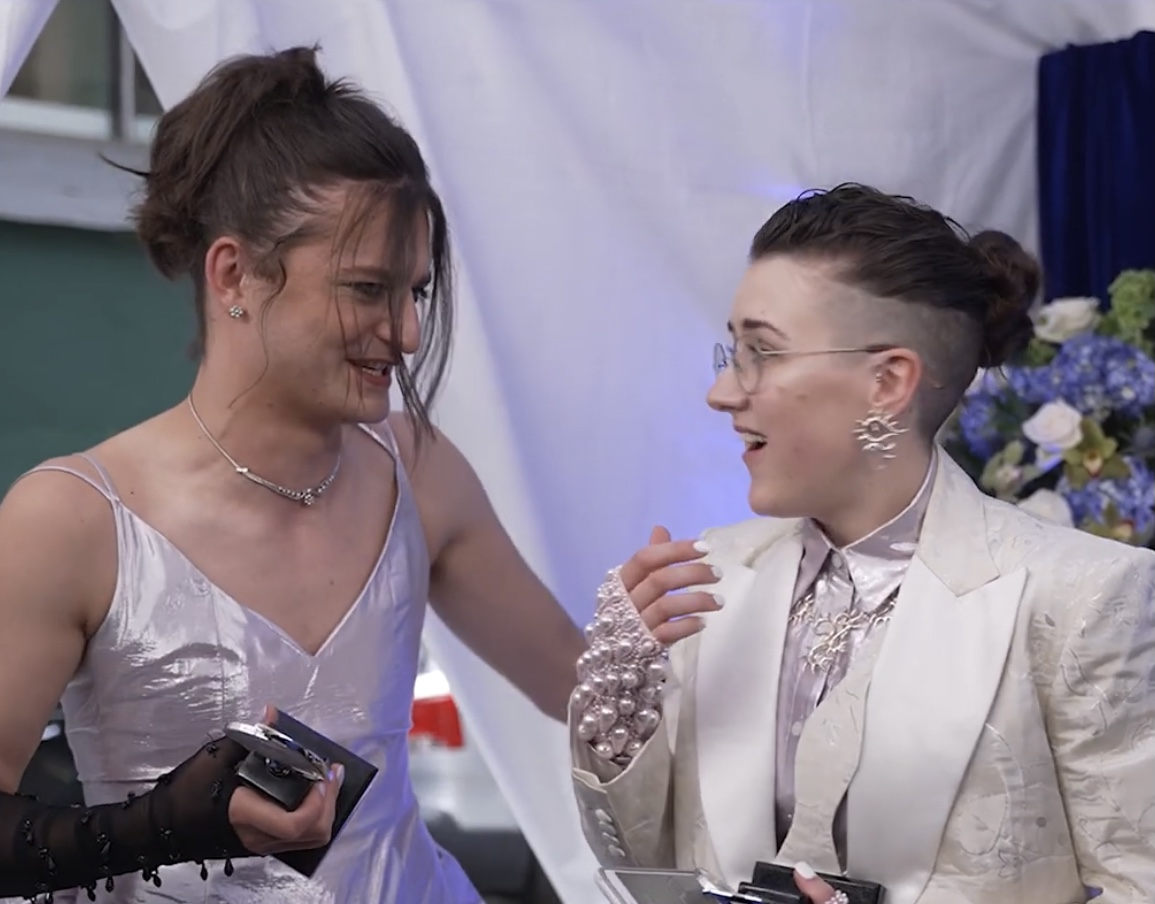
第75回トニー賞のマーロウ(左)とモス(右)

2016年終盤、トビー・マーロウはケンブリッジ大学ミュージカル・シアター・ソサエティから翌夏のエディンバラ・フェスティバル・フリンジで上演される新作ミュージカルの脚本家に選ばれた。マーロウはケンブリッジ大学最終学年での学習から、のちの『シックス』のアイデアを思いついた。まずマーロウは詩の授業にて6人の妻たちのコンサートの構想を思いつき、友人のルーシー・モスを引き入れる決心をした。2人は最終試験の勉強中に手探りながら作品の一部を執筆した。マーロウはアントニア・フレーザーの『The Six Wives of Henry VIII』を読み深め、モスはルーシー・ワースリーのドキュメンタリー・シリーズ「Six Wives」を視聴した。2011年、執筆初期の頃にビヨンセの物語的コンサート『Live at Roseland: Elements of 4』を鑑賞した。のべ10日間でマーロウとモスは作品の基礎を確立した。
マーロウとモスは登場人物を実在の歌手をモデルにしている。:
- キャサリン・オブ・アラゴン - 『レモネード』時代のビヨンセ、およびジェニファー・ロペス、ジェニファー・ハドソン[14][15][16]。ソロ「"No Way"」はキャサリン自身のスピーチから構成されている[16]。
- アン・ブーリン - アヴリル・ラヴィーン、ケイト・ナッシュ、マイリー・サイラス、リリー・アレン[16][15]。ブーリン役は宇宙服のようなものを着ていることが多く、マイリー・サイラスをモデルとしていることがわかる[16]。ヘンリーがアンのために作曲したとされる「グリーンスリーブス」に敬意を表し緑の衣裳である[16]。マーロウとモスは楽曲に「グリーンスリーブス」のモチーフを織り込んでいる[17]。斬首で亡くなったことからチョーカーを着用している[16]。
- ジェーン・シーモア - アデル、シーア、リアーナ、セリーヌ・ディオン[15]。木骨造を想起させるコルセットのような白黒の衣裳を着用している[16]。
- アン・オブ・クレーヴズ - ニッキー・ミナージュとビヨンセの「"Feeling Myself"」、ロードの「"Royals"」、イギー・アゼリアとチャーリー・XCXの「ファンシー」[15]。
- キャサリン・ハワード - ブリトニー・スピアーズ、アリアナ・グランデ[15]。ブーリンと同様、斬首で亡くなったことからチョーカーを着用している[16]。
- キャサリン・パー - アリシア・キーズ、エミリー・サンデー。他の王妃たちがドレスにタイツを履いているが、パーは唯一ズボンを履いている[15]。

マーロウとモスは舞台業界の性別の多様性に欠けていることに落胆しており、作品の制作にあたってクィアのテーマに焦点を当てた。出演者には主に女性またはノンバイナリーを起用し、ストーリーは通常とは異なる空間でクィア的語り口を特徴としている。

## プロダクション

### エディンバラ・フリンジ
2017年、エディンバラ・フェスティバル・フリンジにてケンブリッジ大学ミュージカル・シアター・ソサエティによりワールド・プレミアが上演された。このプロダクションは主要な受賞はなかったが、評判良くチケットも完売した。人気により翌年もエディンバラ・フリンジに招聘され、フェスティバル最大の呼び物の1つとなった。

### 2017年のプロとしての初演、2018年のUKツアー
エディンバラ・プロダクションおよびケンブリッジでの上演がプロデューサーのケニー・ワックスとグローバル・ミュージカルズの目に留まった。2017年12月18日月曜日からの1週間、ロンドンのウェスト・エンドにあるアーツ・シアターでプロとして初演の4回の上演が予定された。のちに上演回数は6回に増やされた。2018年9月13日、アーツ・シアターのオリジナル・キャストによるスタジオ・レコーディングがリリースされた。
2018年7月11日、ノリッジ・プレイハウスにてアーツ・シアター・プロダクションの出演者の一部と新たな出演者により第1回UKツアーが開始した。2018年8月1日、このプロダクションによりエディンバラ・フリンジで再演された。2018年8月30日から10月14日、ロンドンのアーツ・シアターで短期間再演され、再度UKツアーを継続した。2018年12月30日、グラスゴーにてUKツアーは閉幕した。

### 2019年–、ウェスト・エンド

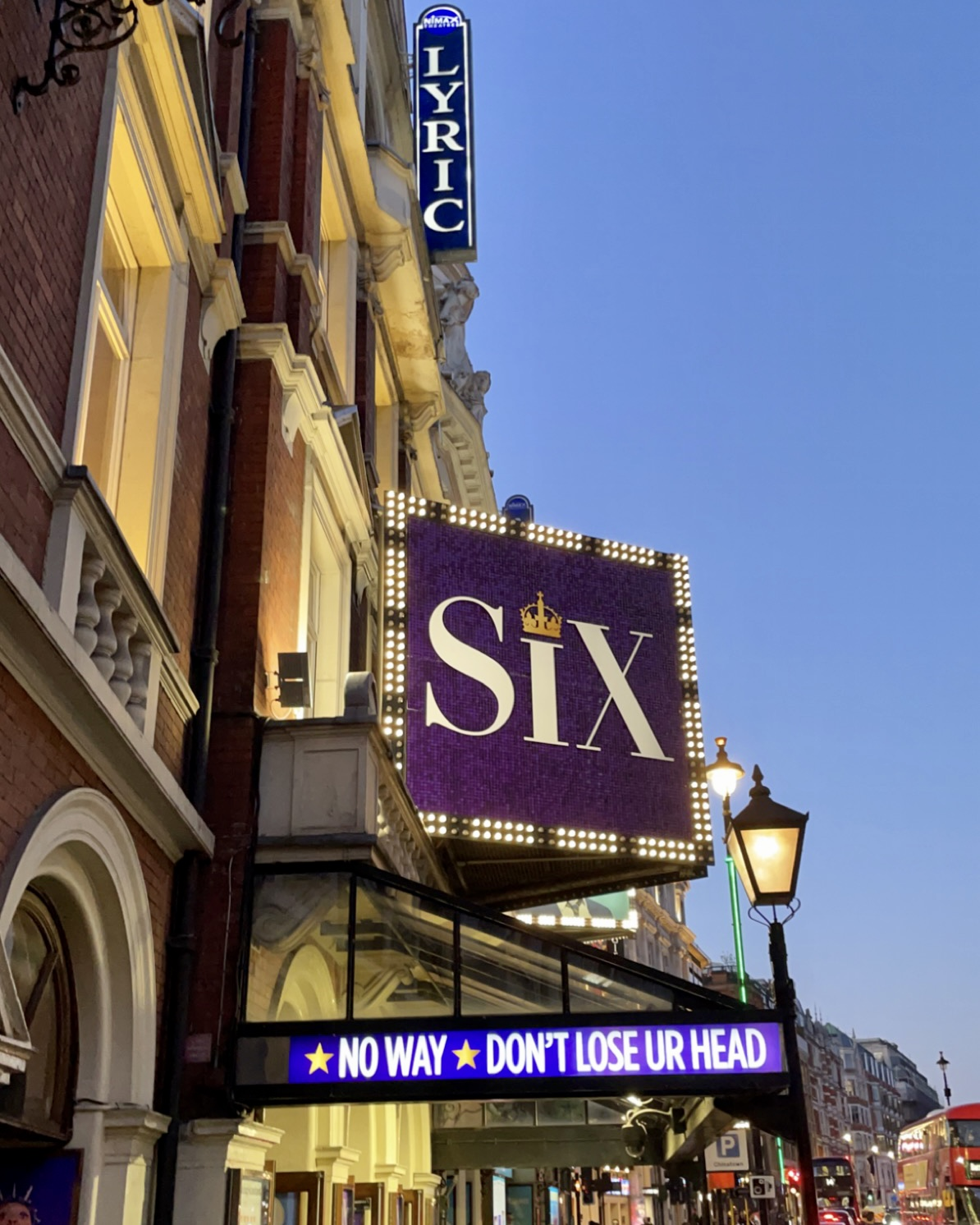
2020年、ロンドンのリリック・シアターの看板

2019年1月17日、アーツ・シアターにて16週間の再演が開幕した。ルーシー・モスとジェイミー・アーミテージが演出、キャリー・アン・イングルールが振付、エマ・ベイリーが装置デザイン、ジョー・ベイトンが音楽監督を務めた。2021年1月まで上演期間が延長された。しかし2020年3月、コロナウイルス感染症の流行により上演中止となった。
2020年12月5日、翌年のアーツ・シアターでの復帰を予定しリリック・シアターにて再開し、ウェスト・エンドで上演再開した最初の作品の1つとなった。コロナウイルス感染症対策のため、ソーシャル・ディスタンスをとるべく観客数を半分にし、マスク着用と体温計測を要求し、コンタクト・トレーシングの規則を設定した。12月中旬、ロンドンの全劇場が再び閉鎖となった。2021年5月21日、リリック・シアターにて上記のルールと共に再び再開した。2021年8月29日、リリック・シアターでの上演は閉幕し、9月29日、近隣のヴォードヴィル・シアターで再開した。
2021年11月14日、主演女優6人、代役、スウィングのウェスト・エンド全出演者が総入れ替えとなり、キャサリン・オブ・アラゴン役にエイミー・ディ・バルトロメオ、アン・ブーリン役にアマンダ・リングレン、ジェーン・シーモア役にクローディア・カリウキ、アン・オブ・クレーヴズ役にディオン・ウォード・アンダーソン、キャサリン・ハワード役にツェマエ・ボブエッジ、キャサリン・パー役にミーシャ・ターナー、そして代役にペイズリー・ビリングス、ロクサーヌ・コーチ、ダニエル・ローズ、スーパー・スウィングスにエズメ・ロセロ、レイチェル・ローリンソンが配役された。
2022年6月19日および20日、ハンプトン・コート宮殿で3回上演ののち、ウェスト・エンドの全オリジナル・キャストが映像版の収録のため復帰した。2022年6月29日と30日に収録が行なわれ、7月1日、観客を入れて上演が行なわれた。チケットはオンライン抽選で販売され、録画は近い将来リリースされる。

### 2019年、北米ツアー
2019年5月、シカゴ・シェイクスピア・シアターにて北米ツアー公演が開幕した。ジェイミー・アーミテージとルーシー・モスが演出を担当し、ロンドン公演のプロデューサーとブロードウェイのプロデューサーであるケヴィン・マコラムによりプロデュースされた。批評家のクリス・ジョーンズはシカゴ公演はブロードウエイ前の試験興行のようだったと語った。シカゴ・シェイクスピア・シアターの興行記録を更新し、上演期間は延長され、2020年にブロードウェイ公演が予定された。2019年8月下旬、マサチューセッツ州ケンブリッジにあるアメリカン・レパートリー・シアターに移行し、11月、エドモントンにあるシタデル・シアターにてカナダ初演が行なわれ、12月22日、ミネソタ州セントポールにあるオードウェイ・センターにてツアー公演は閉幕し、ブロードウェイに移行した。

### 2019年–、ノルウェー・クルーズ
2019年8月6日、ノルウェージャン・クルーズラインは3つのクルーズ船で上演することを発表した。2019年9月にノルウェージャン・ブリス号、11月にノルウェージャン・ブレイクアウェイ号、2020年4月に再びノルウェージャン・ブレイクアウェイ号で開幕した。2020年3月、コロナウイルス感染症の流行により上演中止となった。2021年9月にノルウェージャン・ブレイクアウェイ号、10月にノルウェージャン・ブリス号で上演再開した。

### 2019年–、UKツアー
2019年9月5日、第2回UKツアー公演が正式に発表された。10月24日、ギルフォードにあるイヴォンヌ・アーノード・シアターにて開幕し、ローレン・ドリュー、マディソン・ブリモント、ローレン・バーン、シェキナー・マクファーレン、ジョディ・スティール、アテナ・コリンズが主演した。バーミンガム・ヒポドロームを経て2020年7月25日に閉幕を予定していた。コロナウィルス感染症の流行により上演中止となったが、経済活動再開した場合、ウェスト・エンドおよびツアー公演出演者たちが中止前と同じ条件で活動を再開することを保証するロンドン劇場協会とUK俳優組合の契約が結ばれた。
2020年6月、ドライブインシアター形式のツアー公演が計画された。その後、コロナウィルス感染症がおさまらず中止になった。
2021年4月、6月8日にカンタベリーにて上演が再開することが発表された。ドリュー、ブリモント、マクファーレンおよび代役が復帰した。新たにケイトリン・ティッピングがジェーン・シーモア役、ヴィッキー・マンサーがキャサリン・ハワード役、エレナ・ギャシーがキャサリン・パー役、ナタリー・ピキントンがスウィング役に配役された。2022年2月1日、3月6日にギルフォード公演から出演者が変更となることが発表された。新たな出演者はクロエ・ハート(アラゴン)、ジェニファー・コールドウェル(ブーリン)、ケイシー・アルシェイキー(シーモア)、アイーシャ・ピース(クリーブス)、ジェイナ・ブロック・ペイテル(ハワード)、アレイナMロビンソン(パー)となった。コールドウェルは前回のツアーでアン・ブーリン役およびキャサリン・ハワード役の代役であった。しかしこの出演者変更はコロナウィルス感染症の状況により3月10日に遅延した。ギルフォードでの上演後、クリーブス役のピースが降板し、ブレイクアウェイ号公演でクリーブス役を演じたジェシカ・ナイルズが配役された。ブラックプールでの上演後、ハワード役のペイテルが降板し、ブリス号公演でハワード役を演じたレベッカ・ウィックスが配役された。2023年9月にアムステルダムで2週間上演されることが発表された。

### 2020年、2021年–、オーストラリア、ニュージーランド公演
2020年1月、シドニー・オペラハウスでオーストラリア初演が行なわれ、クロエ・ズール(アラゴン)、カーラ・ゲア(ブーリン)、ローレン・ハンター(シーモア)、キアナ・ダニエル(クリーブス)、コートニー・モンスマ(ハワード)、ヴィディア・マカン(パー)およびスウィング役のエラ・バーンズ、カリス・オカ、シャナン・アリス・クアンが出演した。当初2020年半ばのメルボルンのコメディ・シアター、2020年終盤のアデレード・キャバレー・フェスティバルの一環でアデレードのハー・マジェスティ・シアターにツアー公演が予定されていたが、コロナウィルス感染症の流行により延期となった。ルイス・ウィザーズ、マイケル・コペル、リンダ・ビュイックがプロデュースした。2021年12月19日、シドニー・オペラハウスで再開し、2022年4月2日に閉幕した。ゲア、ハンター、ダニエル、マカン、オカ、クァンが復帰し、アラゴン役のズールとハワード役のモンスマ、スウィング役のチアラ・アセッタが降板した。キャンベラ、アデレード、メルボルンの後シドニーで再演し、ニュージーランドのパース、ブリスベンで上演された。

### 2020年、2021年–、ブロードウェイ
2020年2月13日、ブロードウェイのブルックス・アトキンス・シアターにてプレビュー公演が行なわれた。2020年3月12日に本公演開幕の予定であったが、コロナウィルス感染症の流行によりブロードウェイの全劇場が閉鎖となった。2021年5月、9月17日にプレビュー公演が再開することが発表され、10月3日に本公演が開幕した。コロナウィルス感染症の流行で再開後、ブロードウェイで最初の新作ミュージカル作品となった。『ヴァニティ』誌によると、その開幕公演はブロードウェイの祝宴となり、ソーシャルメディアを駆使した斬新な手法でブロードウェイ開幕前に特に若者の間で世界的ブームとなったことを照明するものとなった。モスとアーミテージが演出、キャリー・アン・イングルールが振付、エマ・ベイリーが装置デザイン、ガブリエラ・スレイドが衣裳デザイン、ポール・ゲイトハウスが音響デザイン、ティム・デイリングが照明デザイン、トム・カランが編曲を担当した。オリジナル・ブロードウェイ・キャストは2019年の北米ツアーのキャストと同じであるが、スウィング役が2名追加された。2021年、メイシーズ・サンクスギヴィング・デイ・パレードにてプロモーションとしてショーを行なった。
2022年、オリジナル・ブロードウェイ・キャスト・アルバムのリリースが発表された。2022年5月6日、開幕日のライヴ収録がリリースされた。

### 2022年–、全米ツアー
2019年8月4日にシカゴ・シェイクスピア・シアターでの上演が終了し、ブロードウェイ・プレイハウスで再びシカゴで上演されることが発表された。2021年10月5日開幕の予定であったが、コロナウィルス感染症の流行により2回延期となった。2022年3月29日から7月3日、より広い劇場となるCIBCシアターで新たな全米ツアーが開始し、「アラゴン・ツアー」と名付けられた。出演者はカイラ・ウィルコクソン(アラゴン)、ストーム・リヴァー(ブーリン)、ジャスミン・フォースバーグ(シーモア)、オリヴィア・ドナルドソン(クリーブス)、ディディ・ロメロ(ハワード)、ガブリエラ・キャリロ(パー)となった。
2022年2月28日、「ブーリン・ツアー」と呼ばれる2つめのツアーが発表され、9月20日、ネバダ州ラスベガスのスミス・センターで開幕した。

### 2023年、韓国
2023年3月から6月、ソウルにあるCOEX Artiumで上演されることとなっている。

### 2023年、ポーランド
2023年9月からワルシャワにあるTeatr SyrenaにてEwelina Adamska-Porczyk演出で上演されることとなっている。出演者はOlga Szomańska(アラゴン)、Izabela Pawletko(ブーリン)、Marta Burdynowicz(シーモア)、Małgorzata Chruściel(クリーブス)、Anna Terpiłowska(ハワード)、Natalia Kujawa(パー)および代役 Agnieszka Rose (アラゴン/シーモア)、Marta Skrzypczyńska(クリーブス/パー)、Aleksandra Gotowicka(ブーリン/ハワード)となった。

### 2025年、東京（来日公演版）
2023年1月に、東京・EX_THEATER_ROPPONGIにて、英国ツアーキャストによる来日公演が上演される（英語上演・日本語字幕付）。出演者はBillie Kerr(アラゴン)、Yna Tresvalles(ブーリン)、Liberty Stottor(シーモア)、Hannah Victoria(クレーヴス)、Lizzie Emery(ハワード)、Eloise Lord(パー)、および代役として Milly Willows (アラゴン/パー)、Erin Summerhayes(ブーリン/シーモア)、Lorren Santo-Quinn(クレーヴス/ハワード)、スーパースイングにIzzy Formby-Jacksonらを予定している。

### 2025年、東京（日本キャスト版）
2024年8月28日に、来年1月の来日公演（東京のみ）に続いて東京・愛知・大阪で日本キャスト版で上演することが発表され、
8月29日に出演キャストが発表された。

アラゴン：鈴木瑛美子・ソニン(東京のみ) 

ブーリン：田村芽実(東京・愛知のみ)・皆本麻帆 

シーモア：原田真絢・遥海 

クレーヴス：エリアンナ・菅谷真理恵

ハワード：鈴木愛理・豊原江理佳

パー：和希そら・斎藤瑠希　(※全役Wキャスト・各役五十音順)
2025年4月23日午後6時、日本版キャストが2025年11月4日〜9日にロンドン・Vaudeville Theatreで公演を行うことが発表された。

## 主要なオリジナル・キャスト
| 役名                       | エディンバラ初演 (2017年) | オフ・ウエスト・エンド (2017年) | オリジナルUKツアー (2018年)    | オリジナル・ウエスト・エンド (2019年) | オリジナル北米ツアー (2019年) | オリジナル・ブロードウェイ (2020年/2021年) | オリジナル・オーストラリア・ニュージーランド・ツアー (2020年) | 東京（来日公演） (2025年) | 東京・愛知・大阪（日本キャスト） (2025年) |
| -------------------------- | ------------------------- | ------------------------------- | ------------------------------ | ------------------------------------- | ----------------------------- | ------------------------------------------ | ------------------------------------------------------------- | ------------------------- | ----------------------------------------- |
| キャサリン・オブ・アラゴン | メーガン・ギルバート      | レネー・ラム                    | ジャーニア・リチャード・ノエル | ジャーニア・リチャード・ノエル        | アドリアーナ・ヒックス        | アドリアーナ・ヒックス                     | クロエ・ズール                                                | ビリー・カー              | 鈴木瑛美子 ソニン                         |
| アン・ブーリン             | アシュリー・ウィア        | クリスティーナ・モデストゥ      | ミリー・オコネル               | ミリー・オコネル                      | アンドレア・マカセ            | アンドレア・マカセ                         | カーラ・ゲア                                                  | イナ・トレスヴァレス      | 田村芽実 皆本麻帆                         |
| ジェーン・シーモア         | ホリー・マスグレイヴ      | ナタリー・パリス                | ナタリー・パリス               | ナタリー・パリス                      | アビー・ミューラー            | アビー・ミューラー                         | ローレン・ハンター                                            | リバティ・ストッター      | 原田真絢 遥海                             |
| アナ・オブ・クレーヴズ     | オリバー・ウィッカム      | ジェネシス・リニア              | アレクシア・マッキントッシュ   | アレクシア・マッキントッシュ          | ブリトニー・マック            | ブリトニー・マック                         | キアナ・ダニエル                                              | ハンナ・ヴィクトリア      | エリアンナ 菅谷真理恵                     |
| キャサリン・ハワード       | アナベル・マーロウ        | [ エイミー・アトキンソン        | [ エイミー・アトキンソン       | [ エイミー・アトキンソン              | サマンサ・ポーリー            | サマンサ・ポーリー                         | コートニー・モンスマ                                          | リジー・エメリー          | 鈴木愛理 豊原江理佳                       |
| キャサリン・パー           | シマリ・デシルヴァ        | イズカ・ホイル                  | マイヤ・クアンサー・ブリード   | マイヤ・クアンサー・ブリード          | アナ・ウゼル                  | アナ・ウゼル                               | ヴィディア・マカン                                            | エロイーズ・ロード        | 和希そら 斎藤瑠希                         |

### ウェスト・エンドの著名な代役
- アン・ブーリン: コートニー・ボウマン[74]
- キャサリン・ハワード: ソフィ―・アイザックス[75]
- キャサリン・パー: ダニエル・スティアズ[74]

2019年7月28日、ウェスト・エンドの2公演において、出演者間の病気の蔓延により制作者の1人であるトビー・マーロウがキャサリン・パー役で出演した。

### ブロードウェイの著名な代役
- キャサリン・パー: テイラー・アイマン・ジョーンズ[77]

## Supporting players
バックバンドとして「レディース・イン・ウェイティング」が出演して伴奏だけでなく、衣裳を着用し女官(レディ・イン・ウェイティング)の役割となっている。『プレイビル』誌によると、このバンドメンバーは音楽の合図、演技、ちょっとしたダンスをするなど、観客をコンサートに来ているような錯覚に陥らせ、エッジの利いたウィットを強調する。

## 受賞歴

### オリジナル・ウエスト・エンド・プロダクション
| 年   | 賞                       | 部門                   | ノミネート者 | 結果       |
| ---- | ------------------------ | ---------------------- | --- | ---------- |
| 2019 | ローレンス・オリヴィエ賞 | 新作ミュージカル作品賞 | 新作ミュージカル作品賞 | ノミネート |
| 2019 | ローレンス・オリヴィエ賞 | ミュージカル助演女優賞 | エイミー・アトキンソン、アレクシア・マッキントッシュ、ミリー・オコネル、ナタリー・パリス、マイヤ・クァンソー・ブリード、ジャーニア・リチャード・ノエル | ノミネート |
| 2019 | ローレンス・オリヴィエ賞 | 音楽賞                 | ジョー・ビートン、トム・カラン、ルーシー・モス | ノミネート |
| 2019 | ローレンス・オリヴィエ賞 | 振付賞                 | キャリー・アン・イングルール | ノミネート |
| 2019 | ローレンス・オリヴィエ賞 | 衣裳デザイン賞         | ガブリエラ・スレイド | ノミネート |

### シカゴ・シアター
| 年   | 賞                                     | 部門                                         | ノミネート者                                 | 結果       |
| ---- | -------------------------------------- | -------------------------------------------- | -------------------------------------------- | ---------- |
| 2019 | ジョセフ・ジェファーソン・エクイティ賞 | ミュージカル・プロダクション賞大規模部門     | ミュージカル・プロダクション賞大規模部門     | 受賞       |
| 2019 | ジョセフ・ジェファーソン・エクイティ賞 | ミュージカル・アンサンブル・パフォーマンス賞 | ミュージカル・アンサンブル・パフォーマンス賞 | 受賞       |
| 2019 | ジョセフ・ジェファーソン・エクイティ賞 | ミュージカル演出賞大規模部門                 | ルーシー・モス、ジェイミー・アーミテージ     | ノミネート |
| 2019 | ジョセフ・ジェファーソン・エクイティ賞 | 照明デザイン賞大規模部門                     | ティム・デイリング                           | ノミネート |
| 2019 | ジョセフ・ジェファーソン・エクイティ賞 | 音楽監督賞                                   | ロバータ・デュチャック、ジョー・ベイトン     | 受賞       |

### オリジナル・ブロードウェイ・プロダクション
オリジナル・ブロードウェイ・プロダクションは2020年2月13日にプレビュー公演が開幕し、2020年のドラマ・リーグ・アワードの対象となったが、3月に予定された本公演はコロナウィルス感染症の流行による外出禁止令により中止となり、2021年に本公演が開幕したため2022年のトニー賞の対象となった。
| 年   | 賞                       | 部門                                   | ノミネート者 | 結果       |
| ---- | ------------------------ | -------------------------------------- | --- | ---------- |
| 2020 | ドラマ・リーグ・アワード | ミュージカル・プロダクション賞         | ミュージカル・プロダクション賞                                                                                           | ノミネート |
| 2020 | ドラマ・リーグ・アワード | 演技賞                                 | ブリトニー・マック | ノミネート |
| 2022 | トニー賞                 |                                        | |            |
| 2022 | トニー賞                 | ミュージカル作品賞                     | ミュージカル作品賞 | ノミネート |
| 2022 | トニー賞                 | オリジナル楽曲賞                       | トビー・マーロウ、ルーシー・モス                                                                                         | 受賞       |
| 2022 | トニー賞                 | ミュージカル演出賞                     | ルーシー・モス、ジェイミー・アーミテージ                                                                                 | ノミネート |
| 2022 | トニー賞                 | ミュージカル衣装デザイン賞             | ガブリエラ・スレイド | 受賞       |
| 2022 | トニー賞                 | ミュージカル照明デザイン賞             | ティム・デイリング | ノミネート |
| 2022 | トニー賞                 | ミュージカル音響デザイン賞             | ポール・ゲイトハウス | ノミネート |
| 2022 | トニー賞                 | 振付賞                                 | キャリー・アン・イングルール                                                                                             | ノミネート |
| 2022 | トニー賞                 | 編曲賞                                 | トム・カラン | ノミネート |
| 2022 | ドラマ・デスク・アワード | ミュージカル作品賞                     | ミュージカル作品賞 | ノミネート |
| 2022 | ドラマ・デスク・アワード | アンサンブル賞                         | アドリアーナ・ヒックス、アンドレア・マカセット、ブリトニー・マック、アビー・ミューラー、サマンサ・ポーリー、アナ・ウゼル | 受賞       |
| 2022 | ドラマ・デスク・アワード | ミュージカル衣装デザイン賞             | ガブリエラ・スレイド | 受賞       |
| 2022 | ドラマ・デスク・アワード | ミュージカル装置デザイン賞             | エマ・ベイリー | ノミネート |
| 2022 | ドラマ・デスク・アワード | ミュージカル音響デザイン賞             | ポール・ゲイトハウス | ノミネート |
| 2022 | ドラマ・デスク・アワード | ミュージカル演出賞                     | ルーシー・モス、ジェイミー・アーミテージ                                                                                 | ノミネート |
| 2022 | ドラマ・デスク・アワード | 振付賞                                 | キャリー・アン・イングルール                                                                                             | ノミネート |
| 2022 | ドラマ・デスク・アワード | 編曲賞                                 | トム・カラン | ノミネート |
| 2022 | ドラマ・デスク・アワード | 音楽賞                                 | トビー・マーロウ、ルーシー・モス                                                                                         | 受賞       |
| 2022 | ドラマ・デスク・アワード | 作詞賞                                 | トビー・マーロウ、ルーシー・モス                                                                                         | 受賞       |
| 2022 | ドラマ・デスク・アワード | ミュージカル脚本賞                     | トビー・マーロウ、ルーシー・モス                                                                                         | ノミネート |
| 2022 | 海外批評家サークル賞     | 新作ブロードウェイ・ミュージカル作品賞 | 新作ブロードウェイ・ミュージカル作品賞                                                                                   | 受賞       |
| 2022 | 海外批評家サークル賞     | 作曲賞                                 | トビー・マーロウ、ルーシー・モス                                                                                         | 受賞       |
| 2022 | 海外批評家サークル賞     | 衣裳デザイン賞                         | ガブリエラ・スレイド | 受賞       |
| 2022 | グラミー賞               | ミュージカル・シアター・アルバム賞     | Six: Live on Opening Night                                                                                               | 未決定     |

## 歴史的精度
この作品は様々な精度で歴史的人物をモデルにしている。一般的に登場人物に同情的で、例えばキャサリン・ハワードはレイプ被害者として描いているが、歴史家の間でも議論の余地がある。スザンナ・リプスコムやガレス・ラッセルのような研究者や作家もこの作品のファンであることを公言している。

## SVN(セブン)
オリジナル・ウェスト・エンド・キャストのエイミー・アトキンソン、アレクシア・マッキントッシュ、ジャーミア・リチャード・ノエル、ミリー・オコネル、マイヤ・クァンソー・ブリード、ナタリー・メイ・パリスおよび代役のグレイス・モートはガールズ・グループ「SVN」(セブン)を結成し、2022年に「"Woman"」および「"Free"」のシングルをリリースした。

## 特記
1. ↑  In the musical, the character Anna of Cleves goes by the German spelling "Anna" instead of the traditionally anglicised "Anne". This distinguishing spelling leaves "Anne" for Anne Boleyn.
2. ↑  The character Katherine Howard is spelled with a 'K', though the historical figure is usually spelled Catherine. This distinguishing spelling leaves "Catherine" maintained for the two other wives with that name.